# NGC 601
NGC 601 est une galaxie lenticulaire compacte située dans la constellation de la Baleine. NGC 601 a été découverte par l'astronome américain Frank Müller en 1886.

## Caractéristiques
Sa vitesse par rapport au fond diffus cosmologique est de 5 283 ± 20 km/s, ce qui correspond à une distance de Hubble de 77,9 ± 5,5 Mpc (∼254 millions d'al).
NGC 601 est une galaxie dont le noyau brille dans le domaine de l'ultraviolet. Elle est inscrite dans le catalogue de Markarian sous la cote Mrk 1000 (MK 1000).
Selon la base de données Simbad, NGC 3621 est une galaxie à noyau actif. 